# Laxtjärnen (Enångers socken, Hälsingland)
Laxtjärnen är en sjö i Hudiksvalls kommun i Hälsingland och ingår i Nianån-Norralaåns kustområde. Sjön är 4,9 meter djup, har en yta på 0,0591 kvadratkilometer och är belägen 246,1 meter över havet. Laxtjärnen ligger i Ysberget-Laxtjärnsberget Natura 2000-område. Sjön avvattnas av vattendraget Enångersån.

## Delavrinningsområde
Laxtjärnen ingår i det delavrinningsområde (682576-154491) som SMHI kallar för Inloppet i Ysen. Medelhöjden är 256 meter över havet och ytan är 1,39 kvadratkilometer. Det finns inga avrinningsområden uppströms utan avrinningsområdet är högsta punkten. Avrinningsområdets utflöde Enångersån mynnar i havet. Avrinningsområdet består mestadels av skog (96 procent). Avrinningsområdet har 0,06 kvadratkilometer vattenytor vilket ger det en sjöprocent på 4,2 procent.